# Classe ATC R02
La classe ATC R02, dénommée « Médicaments pour la gorge », est un sous-groupe thérapeutique de la classification anatomique, thérapeutique et chimique, développée par l'OMS pour classer les médicaments et autres produits médicaux. La classe ATC vétérinaire correspondante dans la classification ATCvet est QR02. Le sous-groupe présenté ici est celui établi par l'OMS, et peut donc différer des versions dérivées utilisées dans certains pays. Il fait partie du groupe anatomique R de la classification, intitulé « Système respiratoire ».

## R02A Préparations pour la gorge

### R02AA Antiseptiques
R02AA01 Ambazone (en)
R02AA02 Déqualinium (en)
R02AA03 Alcool dichlorobenzylique (en)
R02AA05 Chlorhexidine
R02AA06 Cétylpyridinium
R02AA09 Benzéthonium (en)
R02AA10 Myristyl-benzalkonium
R02AA11 Chlorquinaldol (en)
R02AA12 Hexylrésorcinol (en)
R02AA13 Chlorure d'acriflavinium (en)
R02AA14 Oxyquinoline
R02AA15 Povidone iodée
R02AA16 Benzalkonium
R02AA17 Cétrimonium (en)
R02AA18 Hexamidine
R02AA19 Phénol
R02AA20 Divers
R02AA21 Octénidine

### R02AB Antibiotiques
R02AB01 Néomycine
R02AB02 Tyrothricine
R02AB03 Fusafungine
R02AB04 Bacitracine
R02AB30 Gramicidine

### R02AD Anesthésiques locaux
R02AD01 Benzocaïne
R02AD02 Lidocaïne
R02AD03 Cocaïne
R02AD04 Dyclonine (en)

### R02AX Autres produits de soin pour la gorge
R02AX01 Flurbiprofène
R02AX02 Ibuprofène
R02AX03 Benzydamine